# Гальянов, Александр Павлович
Александр Павлович Гальянов (6 ноября 1931, Боровичи — 18 марта 2005, Мурманск) — российский учёный и преподаватель. Ректор Мурманского государственного технического университета (1991—2003). Заслуженный работник рыбного хозяйства Российской Федерации. Почётный гражданин Мурманска (1998).

## Биография
Александр Павлович родился 6 ноября 1931 года в городе Боровичи Новгородской области.
В Мурманске проживал с 1950 года. В 1955 году окончил и стал одним из первых выпускников Мурманского высшего инженерного морского училища, получил специальность судомеханик. С 1956 года работал механиком на рыболовных судах Мурманска.
В 1960 году назначен на должность директора судоремонтного завода № 1 управления рыбной промышленности Мурманского совнархоза, затем трудился в должности главного инженера, заместителя генерального директора Мурманской судоверфи, до 1971 года был первым заместителем начальника Всесоюзного рыбопромышленного объединения «Севрыба».
С 1972 года трудился в должности проректора по учебной работе, а с 1991 по 2003 годы — ректор Мурманского высшего мореходного училища.
С 1982 по 1984 годы работал в должности старшего приёмщика судов Министерства рыбного хозяйства СССР в Финляндии.
Под руководством Гальянова Мурманское высшее инженерное морское училище было реорганизовано в технический университет, в котором осуществлялась подготовка кадров по 26 направлениям. Именно его усилиями МГТУ стал судовладельцем самого большого в мире парусника «Седов», позднее переданного в Калининград.
В июне 2003 года Гальянов был назначен начальником управления мореплавания и технической эксплуатации УПС «Седов», с февраля 2004 года занимал должность профессора кафедры технологии металлов и судоремонта МГТУ.
Является автором более 40 научных трудов, в том числе учебника «Технология и организация судоремонта в рыбной промышленности».
Возглавлял совет старшин Мурманского морского собрания, по его инициативе в Мурманске был создан морской храмовый комплекс, посвящённый всем погибшим в мирное время морякам.
Гальянов являлся членом Академии транспорта Российской Федерации, Нью-Йоркской академии наук, Почётным членом академии инженерных наук Российской Федерации, Почётным профессором МГТУ, Почетным гражданином города-героя Мурманска.
Проживал в городе Мурманске. Умер 18 марта 2015 года. Похоронен на Городском кладбище.
С 2014 года для студентов МГТУ учреждена премия имени Гальянова А. П.

## Награды
- Орден «За заслуги перед Отечеством» 4 степени,
- Орден Знак Почёта,
- Медаль «За трудовую доблесть»,
- Медаль «В ознаменование 100-летия со дня рождения Владимира Ильича Ленина»,
- Почётный гражданин Мурманска (1998).